# Puntering

Voorbeelden van puntering en waardeverandering

Puntering (van puntéren) is een muziekterm die de verlenging van een nootwaarde aangeeft door middel van een puntje achter een noot. Puntering kan ook voorkomen bij rusten. Gepunteerde rusten worden op dezelfde wijze verlengd als noten. Zo duurt een kwartnoot of kwartrust met een punt dus drie achtsten, waar een normale kwart slechts twee achtsten duurt. Omdat in de muzieknotatie de duur van de eerstvolgende kortere noot steeds de helft is van de vorige, biedt puntering de mogelijkheid een toon- of rustduur van drie tellen met één symbool te noteren.

## Spelling
Omdat gezaghebbende muziekhandleidingen vaak in het Duits gesteld zijn, of uit het Duits vertaald zijn, komt men met name in Nederland ook de variant punktering of punctering tegen, naar het Duits Punktierung. In Vlaanderen wordt ook nog de term pointering gebruikt, onder invloed van het Frans.

## Geschiedenis
De notatie van punten achter een noot kwam reeds voor in de middeleeuwse muzieknotatie. De punt achter een noot (dat kon een maxima, longa, brevis, semibrevis of minima zijn) gaf een verandering van de 'perfectie' weer. Een 'imperfecte' (twee-tellige) noot werd 'perfect' (drie-tellig) door het plaatsen van een punt erachter. (Zie ook Zwarte mensurale notatie voor nadere uitleg.)

## Gepunteerde ritmes en motieven
Motieven of ritmes waarin gepunteerde noten voorkomen, zoals de hop-figuur (achtste-punt-zestiende-etc) worden ook gepunteerde motieven of ritmes genoemd. In sommige gevallen wordt de puntering scherper uitgevoerd dan genoteerd, zoals in de Franse ouvertures uit de barok. Ook werd in de barok soms puntering gecombineerd met een triolenbeweging in een tegenstem. In dat geval werd de puntering soms minder scherp uitgevoerd, zodat de lange noot twee trioolnoten lang werd, en de korte een trioolnoot. Dit gebeurde vooral in snellere stukken, zoals de gigue.

## Meer dan één punt achter de noot

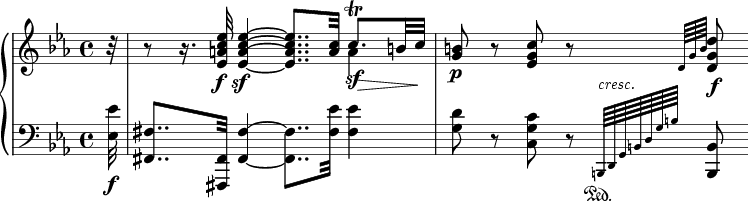
Voorbeeld van gepunteerde rust en dubbele puntering in Beethovens pianosonate opus 111.
Merk op dat het akkoord dat met sf is gemarkeerd ook drievoudig gepunteerd had kunnen worden genoteerd en dat de rust op de eerste tel van de rechterhand ook een achtste rust met dubbele puntering had kunnen zijn.

Een punt achter een notenwaarde verlengt deze noot met de helft van zijn waarde, en een punt achter de punt voegt daar weer de helft van de helft aan toe, enzovoort. Hoe meer punten er achter een enkele noot staan, des te meer benadert deze de dubbele waarde, maar hij zal die net niet bereiken, hetgeen vergelijkbaar is met de Paradox van Zeno. Zo heeft een viervoudig gepunteerde hele noot de duur van een hele plus een halve (1e punt) plus een kwart (2e punt) plus een achtste (3e punt) plus een zestiende (4e punt) = 31/16, een zestiende minder dan de verdubbelde hele noot.
Hoewel noten met meer dan drie punten erachter niet vaak voorkomen, kan een noot in principe van een willekeurig aantal punten worden voorzien. De lengtes kunnen met behulp van punten wiskundig gezien {\displaystyle 2^{n}-1} -delig worden, dat wil zeggen: 3-, 7-, 15-, 31- of zelfs 63-delig. De duur van een gepunteerde noot kan aldus in zijn algemeenheid door middel van de volgende formule worden weergegeven: bij n punten achter een noot met duur a, is de totale duur an van de gepunteerde noot
{\displaystyle a_{n}=a\left(1+{\tfrac {1}{2}}+{\tfrac {1}{4}}+\cdots +{\tfrac {1}{2^{n}}}\right)=a\sum _{i=0}^{n}{\frac {1}{2^{i}}}=2a(1-{\tfrac {1}{2^{n+1}}})}.
Daaruit ziet men dat het toevoegen van meerdere punten steeds een verlenging oplevert, maar nooit een verdubbeling van de basiswaarde bereikt. Het is de mathematische limiet van een oneindig aantal puntjes achter een noot die een noot met de dubbele lengte zou zijn.